# 태양풍 거품
태양풍 거품(Stellar-wind bubble)은 스펙트럼형 O 또는 B의 대질량의 하나의 항성으로부터의 고속의 항성풍 (수천 km/s)으로, 성간 공간에 내뿜는 뜨거운 가스로 채워진, 직경수광년에 이르는 공동을 의미하는 천문학 용어이다. 더 약한 항성풍에서도 버블과 같은 구조를 만들지만, 그것들은성장구 (astrosphere)로 불린다. 태양풍이 닿는 범위에서, 모든 혹성이 포함되는 태양권은 작은 항성풍버블의 예이다.
태양풍 거품은, 2중의 충격파 구조를 만든다. 자유롭게 확장하는 항성풍은, 안쪽의 태양권계면에 부딪혀, 그곳에서는 운동 에너지가 열로 바뀌어, 10 sup6/supK의 X선 플라스마가 방출된다. 고온 고압이 된 충격파는 확장해, 주위의 성간 가스에 충격을 준다. 주위의 가스의 밀도가 충분히 높을 때에는, 흘러간 가스는 내부의 뜨거운 가스에 비해 아득하게 빨리 방사 냉각되어 뜨거운 가스의 주위에 얇고 비교적 밀도의 높은 껍질을 형성한다.

## 같이 보기
- 항성풍
- 태양풍
- 펄사풍 성운